# Делф
Делф (на старогръцки: Δελφός) е легендарен древногръцки митичен герой, на когото е наименуван град Делфи.
Той е син на Аполон и Келено, или на Аполон и Фия, или на Аполон и Мелена (дъщеря на Кефис). Баща е на Касталия.
Според някои сведения Делф и Амфиктион са гадатели по вътрешности на животни, по знаци и сънища.
Древногръцкият учен Павзаний в труда си „Описание на Елада“ изказва мнение, че епонимът Делф е предназначен за любители на генеалогията, търсещи навсякъде да видят родословие.